# Плавачи
Плава̀чи (Dytiscidae, от гр. δυτικός /дитикос/ – „способен да се гмурка“) – семейство хищни водни бръмбари наброяващи около 4000 вида в световен мащаб, в България – 110 вида. Както ларвите, така и възрастните живеят във водата и се хранят с дребни безгръбначни, а едрите видове дори и с дребни гръбначни като рибки и попови лъжички.

## Морфология

### Имаго
| 1) глава 2) преднегръб 3) скутелум 4) елитри | 5) максиларни палпи 6) антена 7) фасетно око 8, 9, 10) крака |

Тялото е с овална, обтекаема форма с дължина 1 – 45 mm. Най-големите представители са от подсем. Dytiscinae, от които Dytiscus latissimus достига на дължина до 45 mm. Най-големият български плавач е Dytiscus marginalis – до 4 cm. Най-малки са представителите на подсем. Hydroporinae. Обикновено кафяви до черни на цвят, понякога с жълтеникави петна по елитрите.
Главата е прогнатна (с устен апарат сочещ напред), по-широка отколкото дълга. Липсват прости очички (оцели); фасетните очи сравнително добре развити, но редуцирани или липсващи при подземните форми. Антените нишковидни с 11 сегмента. Максиларните и лабиалните палпи съответно с 4 и 3 сегмента.
Тарзалната формула е 5-5-5. Първите три сегмента на предното стъпало (тарзуса) при мъжките на някои видове са силно разширени и с тях, като с вендузи, мъжкият се залавя за женската по време на копулация. Задните крака са сплеснати, по ръбовете с четинки. С тях бръмбарите плуват като загребват вода едновременно, като с гребла, за разлика от водните бръмбари от сем. Hydrophilidae които редуват крачетата при загребване.
Коремчето е с 6 видими сегмента (стернити). Първият същински сегмент не се вижда, както и последните три, които са вмъкнати и носят гениталиите. Дихалцата на последните два сегмента са най-силно развити и с тях плавачите поемат въздух подавайки задния си край над водата.

### Ларва
Ларвата е издължена, камподеовидна, слабо разширена около средата, с дължина 1 – 70 mm. Гръбната повърхност обикновено е силно склеротизирала, за разлика от долната. Последният коремен сегмент има чифт силно склеротизирани израстъци наречени урогомфи. Крачетата са 5-сегментни, с четинки които улесняват плуването. Последните два коремни сегмента често също притежават четинки които помагат на ларвата да се задържи с главата надолу посредством повърхностното напрежение на водата и така да си поеме въздух с опашния чифт дихалца. Останалите седем чифта дихалца са закърнели и нефункциониращи. Едва третата възраст на ларвата развива напълно всичките си дихалца и излиза на брега където какавидира.
Главата е прогнатна и силно варира по форма – триъгълна, правоъгълна или овална. Има чифт добре развити, обикновено сърповидни, мандибули. Последните имат каналче по своята дължина, през което впръскват смилателния сок в своята жертва и след това изсмукват вътрешностите ѝ.

## Поведение
Както възрастните, така и ларвите са стръвни хищници. Ако бъдат оставени в аквариум без друга храна, ларвите се изяждат взаимно.
Ларвите и възрастните си поемат въздух като показват задната част на тялото си (с развити дихалца) над водата. В допълнение, имагото складира въздух под елитрите си и дишайки от него може да остане дълго време под водата.